# Liste der diplomatischen Vertretungen in Estland

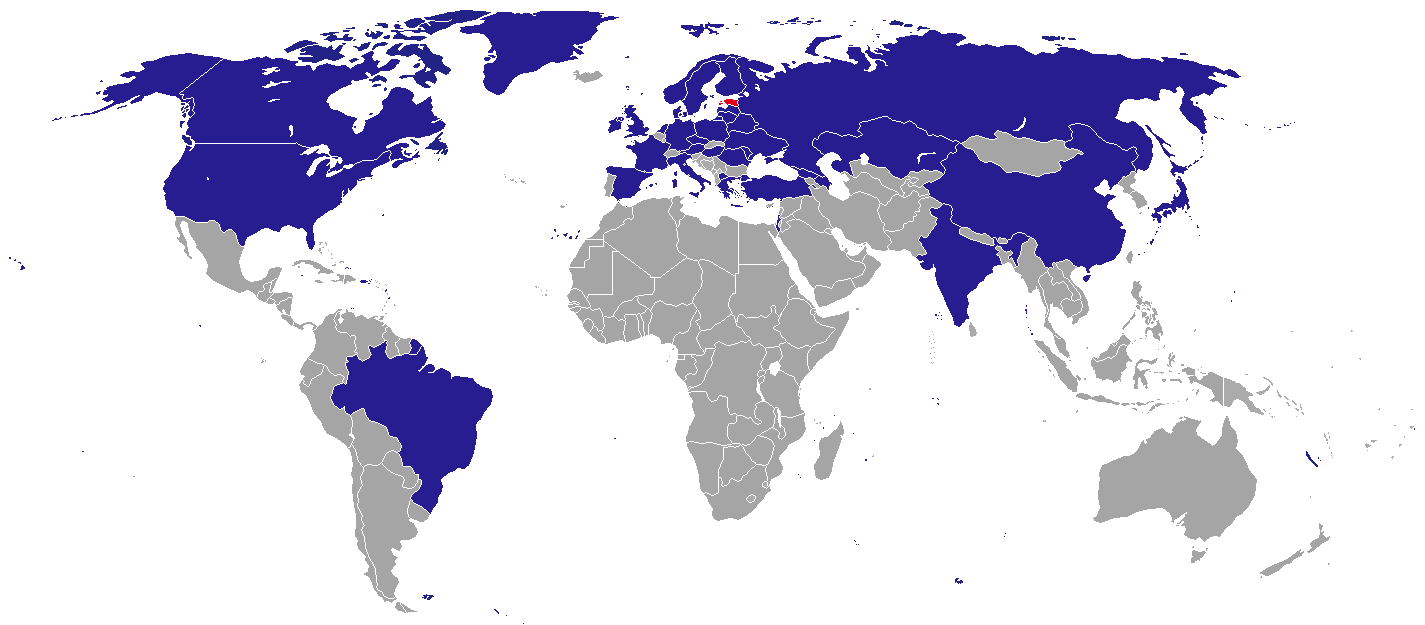
Staaten mit einer Botschaft in Estland

Die Liste der diplomatischen Vertretungen in Estland führt Botschaften und Konsulate auf, die im europäischen Staat Estland eingerichtet sind (Stand 2019).

## Botschaften in Tallinn
32 Botschaften sind in der Estlands Hauptstadt Tallinn eingerichtet (Stand 2019).

### Staaten
| - Aserbaidschan: Botschaft - Brasilien: Botschaft - Dänemark: Botschaft - Deutschland: Botschaft - Finnland: Botschaft - Frankreich: Botschaft - Georgien: Botschaft - Griechenland: Botschaft - Irland: Botschaft - Italien: Botschaft - Japan: Botschaft |  | - Kasachstan: Botschaft - Lettland: Botschaft - Litauen: Botschaft - Moldau: Botschaft - Niederlande: Botschaft - Nordmazedonien: Botschaft - Norwegen: Botschaft - Österreich: Botschaft - Polen: Botschaft - Rumänien: Botschaft - Russland: Botschaft |  | - Schweden: Botschaft - Spanien: Botschaft - Tschechien: Botschaft - Türkei: Botschaft - Ukraine: Botschaft - Ungarn: Botschaft - Vereinigtes Königreich: Botschaft - Vereinigte Staaten: Botschaft - Volksrepublik China: Botschaft - Belarus: Botschaft |

## Konsulate in Estland

### Generalkonsulate
- Kasachstan (Tallinn)
- Russland (Narva)
- Russland (Tartu)

### Vertretungen und Büros
- Kanada, Außenstelle der Kanadischen Botschaft in Riga (Tallinn)